# Planetarisches Bewusstsein
Planetarisches Bewusstsein ist die Idee einer gemeinsamen Identität aller Menschen durch die Erfahrung der Erde als gemeinsamen Ort im Universum.

## Allgemein
Das planetarische Bewusstsein erhielt entscheidende Auftriebe durch:
- die Entdeckung der Kleinheit und Fragilität der Erde im riesigen Kosmos durch die moderne Astronomie
- durch Satellitenfotos der Erde, wie z. B. Blue Marble oder Pale Blue Dot
- Satellitenrundfunk und Vernetzung der Welt zu einem Globalen Dorf
- den Overview-Effekt den Raumfahrer erleben, wenn sie zum ersten Mal die Erde aus dem Weltall sehen

Das planetarische Bewusstsein führt zu einem Rückgang von Nationalismus und Krieg und zu einem ökologischen Bewusstsein.
1950 erwartete Fred Hoyle, dass wenn Fotografien der Erde von außen verfügbar sind, für jeden die Sinnlosigkeit von nationalem Streit sichtbar werden wird.
Bedroht wird das planetarische Bewusstsein durch die Militarisierung des Weltraums und Kolonisierung des Weltraums durch die Ambitionen der Nationalstaaten.